# Province de Terre de Feu (Argentine)
Pour les articles homonymes, voir Terre de Feu (homonymie).
La province de Terre de Feu (en espagnol : Provincia de Tierra del Fuego) est une province de l'Argentine située sur la grande île de la Terre de Feu, en Patagonie argentine. L'Argentine revendique le rattachement à la province des Malouines, de l'archipel de Géorgie du Sud-et-les Îles Sandwich du Sud et d'une partie de l'Antarctique. C'est la raison pour laquelle le nom complet et officiel de la région est « Terre de Feu, Antarctique et îles de l’Atlantique sud » (en espagnol : Provincia de Tierra del Fuego, Antártida e Islas del Atlántico Sur).
Le détroit de Magellan sépare la province du continent sud-américain.

## Toponymie

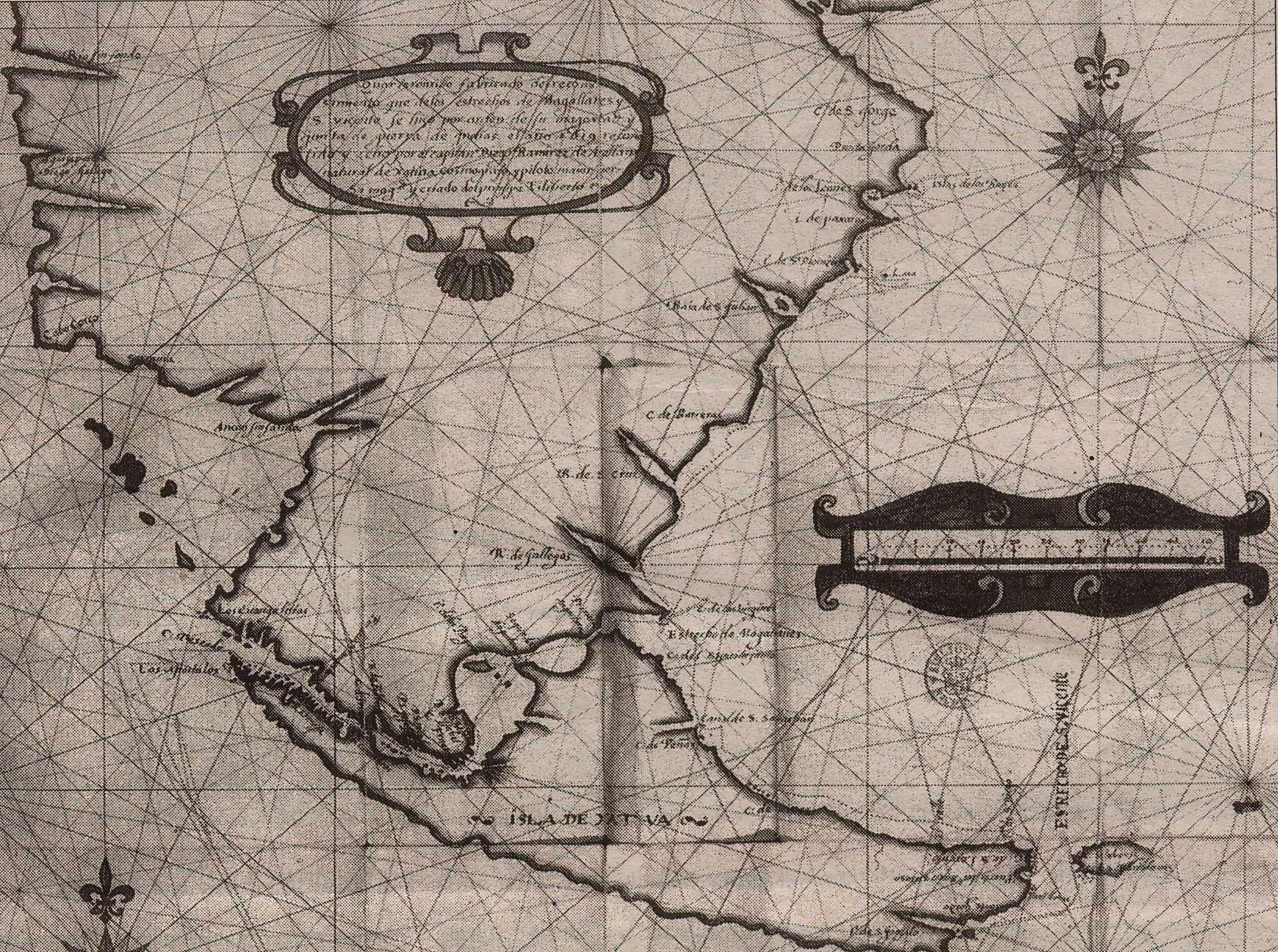
Carte de l'« île de Xativa », nom donné à la grande île de la Terre de Feu jusqu'au début du XVIIe siècle.

En plus de la partie argentine de la grande île de la Terre de Feu, la province est aussi celle des revendications territoriales sur un secteur de l’Antarctique (dont l'essentiel est aussi revendiqué à la fois par le Chili et le Royaume-Uni dont les deux secteurs se recouvrent largement, le reste étant revendiqué par l’un des deux), ainsi que sur les îles Malouines, la Géorgie du Sud-et-les îles Sandwich du Sud, deux territoires administrés par le Royaume-Uni. Le nom « Terre de Feu » (en espagnol : Tierra del Fuego) est davantage privilégié dans l’usage.

## Histoire
La province était habitée depuis près de 10 000 ans, par différents groupes d’aborigènes : les Selknams (ou Shelknams) ou Onas, les Yagans ou Yámanas, les Alakalufs ou Kaweskars et les Haushs ou Mánekenks. Parmi eux, les Selknams et les Mánekenks faisaient partie du groupe complexe des Tehuelches.
Les premiers navigateurs européens qui nommèrent les lieux l'appelèrent « terre de faux » (du latin fagus, hêtre, portugais : faia en portugais, faig en catalan et faux ou fayard dans les dialectes de France) car ils étaient couverts de grandes forêts de lenga, variété de hêtres, seul arbre à se développer abondamment dans cette région très froide. De même avaient-ils  baptisé les Malouines. Le terme de « faux » étant déjà obsolète en langue d'oil au XVIe siècle, fut confondu avec « feu » (fuego en castillan). Cette dernière étymologie est généralement admise parce que des navigateurs avaient remarqué que les aborigènes allumaient des feux le long du rivage lorsqu'ils passaient. Les Européens supposèrent que la Terre de Feu était un continent jusqu'en 1578, quand Francis Drake remonta suffisamment au sud pour être convaincu qu'elle était entourée d'eau mais la première circumnavigation de la Terre de Feu fut effectuée par l'expédition Garcia de Nodal en 1619.
La souveraineté argentine sur la moitié orientale de la grande île fut établie progressivement tout au long du XIXe siècle. À partir de 1880, l'île est le théâtre d'un des faits les plus atroces de l'histoire argentine. Des milliers d'indigènes amérindiens sont massacrés par des bandes de tueurs à la solde d'immigrants anglais et croates, propriétaires d'estancias. Cinq livres sterling étaient payés pour chaque indien mort, qu'il soit homme, femme ou enfant,.
Un aventurier richissime d'origine roumaine, Julius Popper, qui avait établi sa propre loi sur l'île et formé ses propres bandes de tueurs, se vantait alors d'être un « chasseur d'Onas » et exhiba ses propres photos à ce propos. Bien que les pères salésiens aient dénoncé ces horreurs et que leurs rapports soient arrivés au Congrès National à Buenos Aires, rien ne fut fait pour les empêcher, ni pour punir les coupables. Il est vrai qu'à l'époque le président argentin n'était autre que l'ex-général Julio Argentino Roca, celui-là même qui avait conçu et mené la campagne génocidaire anti-indienne dite « Conquête du Désert » en Patagonie. La purification ethnique se poursuivit jusque dans les années 1920.

## Géographie

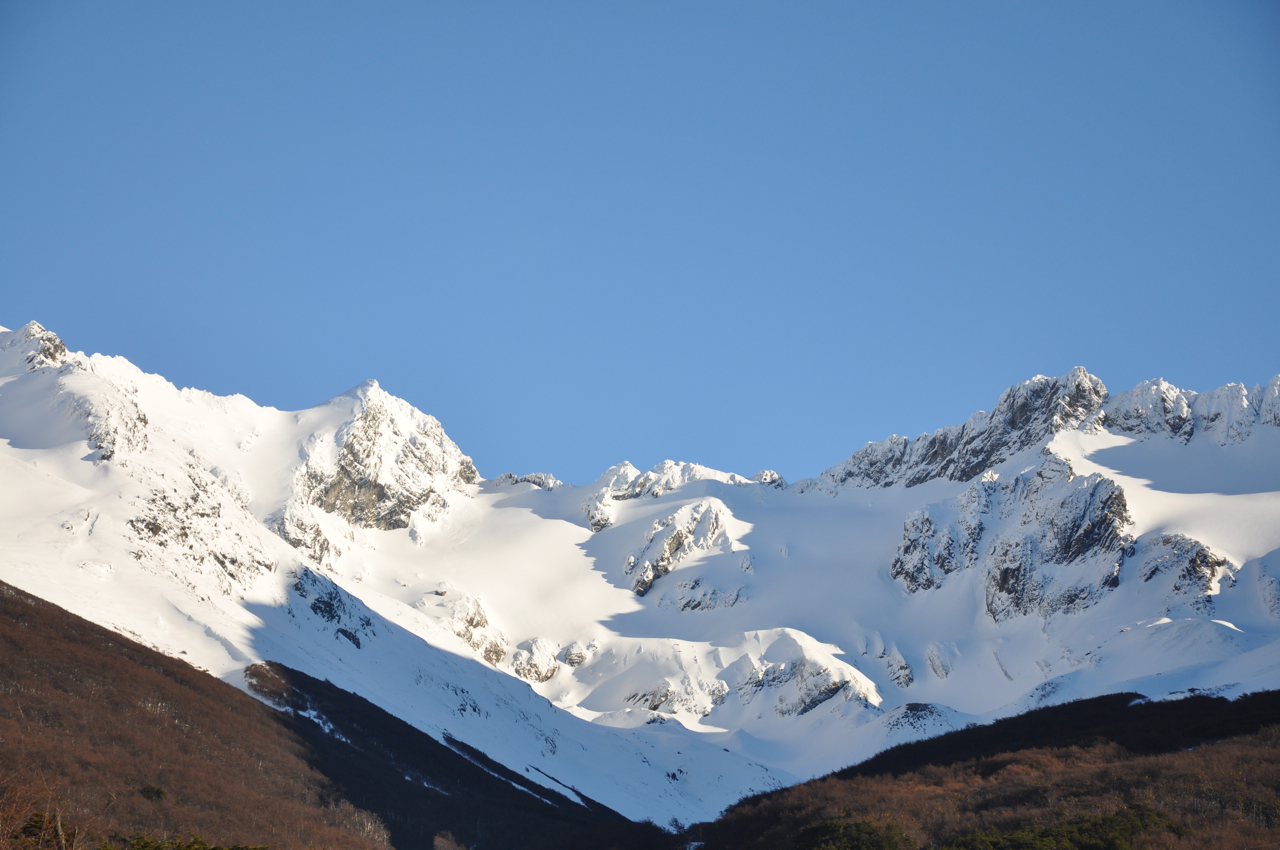
Le Cerro Martial domine la ville d'Ushuaia. Il culmine à près de 1300 mètres d'altitude. Son étage nival se situant à 800 mètres, la montagne présente dans sa partie supérieure, outre ses trois glaciers, des névés tout au long de l'année.

Le secteur fuégien de la province est formé par la partie orientale de la grande île de la Terre de Feu (Isla Grande de Tierra del Fuego) et l'île des États. La Terre de Feu est séparée du continent par le détroit de Magellan qui fait communiquer les deux océans et qui avant la construction du canal de Panama, était, avec le passage de Drake les seuls passages entre l'Atlantique et le Pacifique. Bien des navigateurs, à l'époque des grandes découvertes, ont essayé de les franchir, affrontant leurs eaux furieuses, mais peu réussirent sans dommage. Dans cet archipel, découvert par Magellan en 1520, se trouve la ville la plus méridionale du monde, Ushuaïa, sur la rive nord du canal Beagle.
Ses côtes sont baignées par la mer d'Argentine, partie de l'océan Atlantique sud. Dans le nord de la grande île, il y a de douces collines morainiques qui sont un témoignage de la glaciation quaternaire. Les côtes y sont basses et sableuses, mais elles s'élèvent de plus en plus vers le sud. La partie sud de l'île est parcourue d'ouest en est par la section fuégienne de la cordillère des Andes. Le mont Cornú, situé à l'est d'Ushuaia, en est le sommet avec ses 1 490 m.
La région souveraine couvre une superficie de 21 571 km2. La région, y compris les territoires contestés et revendiqués, couvre une superficie totale 1 002 352 km2, comprenant l'Antarctique argentin et les îles en Atlantique Sud.

### Île des États

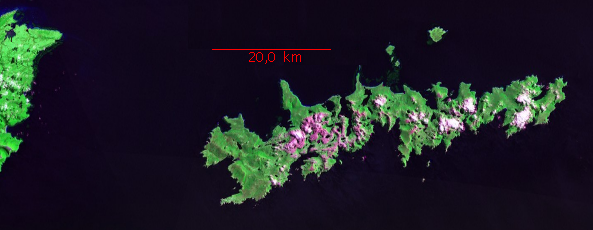
Photo prise par satellite de l'île des États, avec la Terre de Feu à gauche. Entre les deux îles : le détroit de Le Maire.

L'Île des États (Isla de los Estados) est une île située à l'est de la Terre de Feu. Elle a été découverte  en 1616 par l'anversois Jacob Le Maire. Elle est séparée de la grande île par le détroit de Le Maire. L'île fait entièrement partie de la Réserve Provinciale écologique, historique et touristique appelée Réserve provinciale Isla de los Estados et l'accès y est restreint. Depuis 1998, par le décret provincial no 2603, le public n'y est plus autorisé.
L'île des États est entourée par des petites îles au nord, les îles du Nouvel-An. La plus grande est l'île Observatorio, à 6,5 km au nord. Sa superficie est 4 km2. Elle possède un phare, le phare Año Nuevo construit en 1902.

## Voies d'accès

### Voie routière
Par voie routière, depuis Buenos Aires, on accède à la grande île par la route nationale 3. Celle-ci est interrompue entre les km 2 674 et 2 696, à cause du détroit de Magellan. Le passage entre les provinces de Santa Cruz et de Terre de Feu, Antarctique et Îles de l'Atlantique Sud se fait par le territoire chilien (au moyen des routes CH-255 et CH-257 sur 57 km au nord du détroit et de 148 kilomètres supplémentaires au sud de ce dernier). La traversée du détroit de Magellan se fait en 20 minutes par un ferry qui parcourt 4,65 km.

### Voie aérienne
- Aéroport international d'Ushuaia « Malvinas Argentinas ». situé à 5 km du centre de la ville, sur une petite péninsule se trouvant au sud de la ville (péninsule d'Ushuaia). 815 031 passagers y sont passés en 2017. Sa longueur de piste est de 2 800 mètres, ce qui lui permet d'accueillir des Boeing 747 notamment.
- Aéroport international de Río Grande « Gobernador Ramón Trejo Noel » (151 091 passagers en 2017). Longueur de piste : 2 000 mètres.
- Aéroport Gustavo Marambio. Il est le plus ancien aéroport du continent antarctique. Il se trouve dans la base militaire Vicecomodoro Marambio qui est la principale station scientifique et militaire permanente de l'Argentine dans l'Antarctique. Cette base est située sur l'île Seymour ou Marambio sur la mer de Weddell.

### Train du bout du monde
Le chemin de fer austral fuégien ou Ferrocarril Austral Fueguino (FCAF) appelé aussi en espagnol : Tren del Fin del Mundo, (en français : Train du bout du monde) est une petite ligne ferroviaire, longue de 8 km, qui relie la ville d'Ushuaïa au parc national Tierra del Fuego.
Entre 1909 et 1952 on le nommait « train des prisonniers » (en espagnol : Tren de los presos), car il servait comme moyen de transport de marchandises et de bois depuis la prison nationale d'Ushuaïa vers les forêts andines. La ligne fut partiellement détruite en 1947 à la suite d'un séisme et fut abandonnée. En 1994, l'entreprise privée Turismo SA décida de la faire revivre en créant le « Train du bout du monde ». L'écartement des voies est de 50 cm. Cette ligne est destinée au tourisme. Elle est la voie ferrée la plus australe au monde et rencontre un franc succès auprès des nombreux touristes de la région.

## Villes
- Ushuaia (56 956 habitants en 2010), capitale de la province fut fondée en 1884.
- Río Grande (66 475 habitants en 2010), considérée comme capitale économique de la province. Port sur l'océan atlantique, elle fut fondée en 1921.
- Tolhuin (2 949 hab. en 2010), troisième ville en importance, est située au centre de la province.

## Région patagonique

Les différents groupes de provinces argentines.

Depuis 1996, la province de Santa Cruz fait partie d'un des quatre groupes de province de l'Argentine : la Région de Patagonie ou Région patagonique (Región Patagónica).
Celle-ci fut créée par le traité signé à Santa Rosa le 26 juin 1996. Ses buts sont exprimés dans l'article 2 du traité. Il y est dit que la région aura comme objectif général la promotion du développement humain et le progrès économique et social, en renforçant les autonomies provinciales dans la disponibilité de leurs ressources et l'accroissement de leur potentiel productif.
Les provinces qui ont intégré la Région de Patagonie sont :
La Pampa, Neuquén, Río Negro, Chubut, Santa Cruz et Terre de Feu, Antarctique et Îles de l'Atlantique Sud, y compris le sous-sol, la mer d'Argentine adjacente et l'espace aérien correspondant.

## Administration
Ushuaïa est la capitale de la province. La province est divisée en cinq départements, dont trois seulement sont sous la souveraineté réelle de l'Argentine.

### Départements et territoires revendiqués
- Départements :
  - Département d'Ushuaïa (ville administrative et capitale de la province Ushuaïa)[7]
  - Département de Tolhuin (ville administrative Tolhuin)
  - Département de Río Grande (ville administrative Río Grande)[8]
- Territoires revendiqués :
  - Département de l'Antarctique argentin (Antártida Argentina) : au sud du 60e parallèle, secteur antarctique entre le 25° ouest et le 74° ouest, inhabité, sauf en les bases scientifiques (capitale Esperanza). Cette revendication est gelée par le Traité international de l'Antarctique, auquel l’Argentine est une partie signataire (de même que le Chili et le Royaume-Uni qui revendiquent aussi pratiquement le même secteur).
  - Département des îles de l'Atlantique sud :
    - Îles Malouines (Islas Malvinas),
    - Îles de Géorgie du Sud (Islas Georgias del Sur) et les îles Sandwich du Sud, revendiquées par l'Argentine mais qui forment un territoire d'outre-mer britannique (capitale Puerto Argentino - Port Stanley pour la communauté internationale),
    - Îles Orcades du Sud (Islas Orcadas del Sur, qui font en fait partie de l’Antarctique et incluses dans le champ d’application du traité international, et qui sont aussi revendiquées par le Royaume-Uni comme partie du Territoire britannique antarctique également partie à ce même traité).

## Climat
| Mois                              | jan. | fév. | mars | avril | mai   | juin  | jui.  | août | sep. | oct. | nov. | déc. | année |
| --------------------------------- | ---- | ---- | ---- | ----- | ----- | ----- | ----- | ---- | ---- | ---- | ---- | ---- | ----- |
| Température minimale moyenne (°C) | 5,9  | 5,5  | 4,4  | 2,6   | 0,7   | −1,1  | −1,4  | −0,7 | 0,7  | 2,5  | 3,9  | 5,1  | 2,3   |
| Température moyenne (°C)          | 10,4 | 9,8  | 8,7  | 6,5   | 3,9   | 1,8   | 1,7   | 2,7  | 4,5  | 6,5  | 8,4  | 9,5  | 6,2   |
| Température maximale moyenne (°C) | 14,9 | 14,2 | 12,9 | 10,4  | 6,9   | 4,7   | 4,7   | 6,1  | 8,3  | 10,6 | 12,8 | 13,9 | 10    |
| Record de froid (°C)              | −1   | −3,9 | −3,8 | −4    | −11,2 | −13,9 | −12,8 | −11  | −9   | −6,2 | −3   | −2,8 | −13,9 |
| Record de chaleur (°C)            | 27   | 27,5 | 25   | 21,5  | 18    | 16    | 15    | 17,4 | 19,8 | 19,5 | 26,3 | 25,3 | 27,5  |
| Précipitations (mm)               | 52,4 | 42,2 | 51,8 | 42,6  | 34,5  | 66,8  | 41,5  | 39,6 | 56,3 | 57,9 | 39,3 | 61,2 | 586,1 |

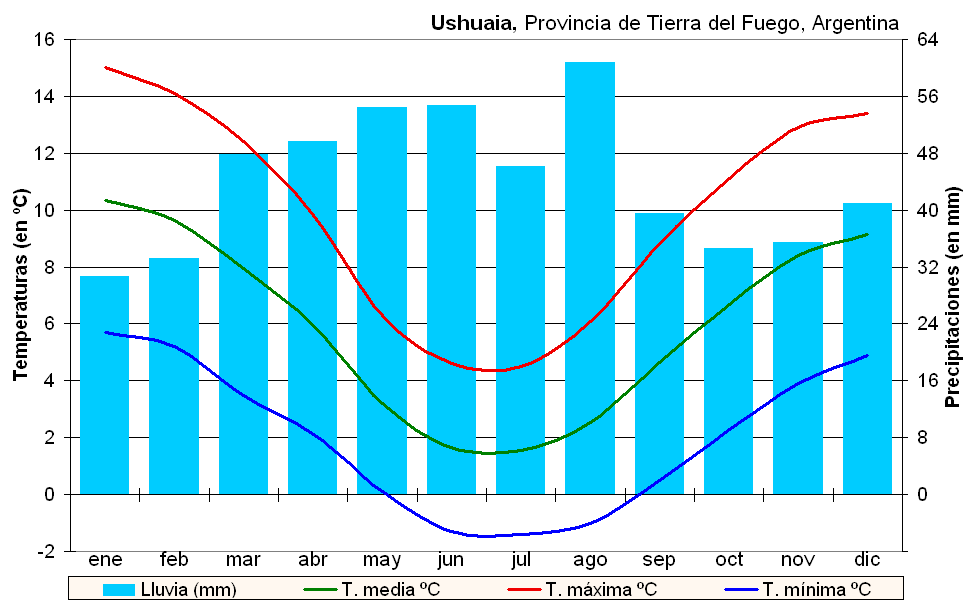
Climogramme d'Ushuaia.

La température moyenne d'Ushuaïa de 6,2° est très comparable et même légèrement supérieure à celle d'Helsinki, capitale de la Finlande (5,7°), ce qui n'a rien de très effrayant. Les seuls problèmes sont la froideur de l'été, et aussi les vents importants et tempêtes liées aux différences de température de trois océans. Quant au niveau des précipitations, il est un peu inférieur au niveau de Paris.
| Mois                     | jan. | fév. | mars | avril | mai | juin | jui. | août | sep. | oct. | nov. | déc. | année |
| ------------------------ | ---- | ---- | ---- | ----- | --- | ---- | ---- | ---- | ---- | ---- | ---- | ---- | ----- |
| Température moyenne (°C) | 11   | 10   | 7    | 5     | 3   | 1    | 0    | 1    | 3    | 5    | 7    | 10   | 5,3   |
| Précipitations (mm)      | 39   | 36   | 50   | 51    | 53  | 48   | 44   | 43   | 41   | 38   | 37   | 34   | 514   |

Río Grande se trouve au nord-est de la province sur le littoral de la Mer d'Argentine. Le climat y est nettement plus sec qu'au sud de la grande île de la Terre de Feu, à Ushuaïa notamment. Comme sur les côtes de la province voisine de Santa Cruz, on remarque même une saison plus sèche en hiver.
| Mois                     | jan. | fév. | mars | avril | mai  | juin | jui. | août | sep. | oct. | nov. | déc. | année |
| ------------------------ | ---- | ---- | ---- | ----- | ---- | ---- | ---- | ---- | ---- | ---- | ---- | ---- | ----- |
| Température moyenne (°C) | 11   | 10,4 | 8,5  | 5,5   | 3,9  | 1    | −0,3 | 1,2  | 3,9  | 6,6  | 8,8  | 10,3 | 5,9   |
| Précipitations (mm)      | 33,4 | 28,7 | 27,3 | 33,2  | 39,4 | 25,2 | 25,5 | 21,1 | 16,4 | 18,5 | 29   | 32,8 | 330,5 |

Dans la base antarctique argentine de Marambio, sur la côte antarctique, par 64° de latitude sud, le climat est bien sûr beaucoup plus froid, mais réserve parfois quelques surprises :
| Mois                     | jan. | fév.  | mars  | avril | mai   | juin  | jui.  | août  | sep.  | oct.  | nov.  | déc.  | année |
| ------------------------ | ---- | ----- | ----- | ----- | ----- | ----- | ----- | ----- | ----- | ----- | ----- | ----- | ----- |
| Température moyenne (°C) | −1,9 | −3    | −6,9  | −12,1 | −13,8 | −15,1 | −14,9 | −14,5 | −11,1 | −7,1  | −4,3  | −1,7  | −8,9  |
| Record de froid (°C)     | −9,5 | −15,6 | −24,6 | −31,5 | −34,5 | −37,6 | −36,8 | −38,3 | −34   | −26,8 | −21,3 | −11,2 | −38,3 |
| Record de chaleur (°C)   | 15,2 | 12,6  | 17,4  | 12,3  | 15,4  | 8,4   | 10,8  | 8,5   | 9,8   | 11,7  | 13,8  | 16,5  | 17,4  |
| Précipitations (mm)      | 56   | 48    | 75    | 59    | 54    | 47    | 54    | 72    | 62    | 56    | 65    | 59    | 707   |

On constate que des températures quasi printanières peuvent s'y produire. On remarque également le niveau élevé des précipitations moyennes annuelles, et ce à l'inverse des précipitations observées dans les régions boréales (nord de la Russie et du Canada notamment). Le continent antarctique est en effet totalement ouvert sur les vastes étendues des océans chauds (Pacifique, Indien, Sud-atlantique) à évaporation intense, qui lui envoient régulièrement de larges masses d'air tiède saturé en eau.

## Démographie
Lors du recensement argentin de 1980, la région comptait un total de 27 358 habitants. En 1991, la région compte 69 369 habitants, soit 67 303 habitants en milieu urbain et 2 066 en milieu rural. En 2004, la région recense 123 838 habitants. En 2012, elle compte un total de 127 205 habitants.

### Croissance démographique importante
Depuis 1895, la population de la province a évolué comme suit :
|                          | 1895      | 1914      | 1947       | 1960       | 1970       | 1980       | 1991       | 2001       | 2010       |
| ------------------------ | --------- | --------- | ---------- | ---------- | ---------- | ---------- | ---------- | ---------- | ---------- |
| Province de Terre de Feu | 477       | 2.504     | 5.045      | 11.209     | 15.658     | 29.392     | 69.369     | 101.079    | 126.190    |
| Total Argentine          | 4 044 911 | 7 903 662 | 15 893 811 | 20 013 793 | 23 364 431 | 27 949 480 | 32 615 528 | 37 156 195 | 40 091 359 |

La croissance démographique a été très élevée tout au long du XXe siècle. En 1895, quelque 477 habitants à peine peuplaient ce territoire. Les aborigènes non soumis (Indios Bravos) n'étaient cependant pas inclus dans ce chiffre, mais ceux-ci avaient été décimés par la récente conquête du Désert et les horreurs subséquentes, et n'étaient plus que quelques centaines.
On remarque que la population de la province a quadruplé depuis le début des années 1980, et affiche ainsi un rythme d'accroissement très supérieur à la moyenne du pays. Si le rythme d'accroissement observé au début du XXIe siècle se maintient - et ce avant tout grâce à l'immigration venue d'autres provinces -, on peut prévoir une poursuite de la forte hausse démographique dans les prochaines décennies.
À la suite du recensement argentin de 2010, l'INDEC a fait de nouvelles estimations prévisionnelles jusqu'en 2040. Il est prévu que le chiffre de la population de la province se montera alors à 258 020 habitants, soit une augmentation de près de 100 % par rapport à 2010, contre seulement 30 % pour la totalité du pays. La croissance démographique de la province est donc appelée à surperformer tout au long des prochaines décennies. La raison en est avant tout le grand boom touristique, dont tout indique que la province continuera à bénéficier. Et ce secteur est un grand créateur d'emplois.
Résumé de l'évolution du chiffre de la population, selon les prévisions de l'INDEC, concernant les prochaines décennies jusque 2040 :
|                          | 2001       | 2010       | 2020       | 2030       | 2040       |
| ------------------------ | ---------- | ---------- | ---------- | ---------- | ---------- |
| Province de Terre de Feu | 101.079    | 126.190    | 173.432    | 216.380    | 258.020    |
| Total Argentine          | 36 260 130 | 40 091 359 | 45.376.763 | 49.407.265 | 52.778.477 |

### Peuple amérindien
Le recensement argentin de 2010 révèle l'existence de 2 761 personnes qui se considéraient Onas dans l'ensemble du pays, dont 294 en province de Terre de Feu,.

## Ressources hydriques
Les cordons montagneux sont séparés par des vallées et des lacs glaciaires, comme le lac Fagnano (ou lac Kami), le lac Chepelmut, le lac Yehuin, le lac Escondido et le lac Roca. Ces lacs créent de superbes paysages entourés par des bois et des cordillères toujours enneigées. Il y a aussi de denses tourbières entourées de bois tout aussi denses. Les castors ont construit des digues formant un grand nombre de petites lagunes.

## Zones protégées

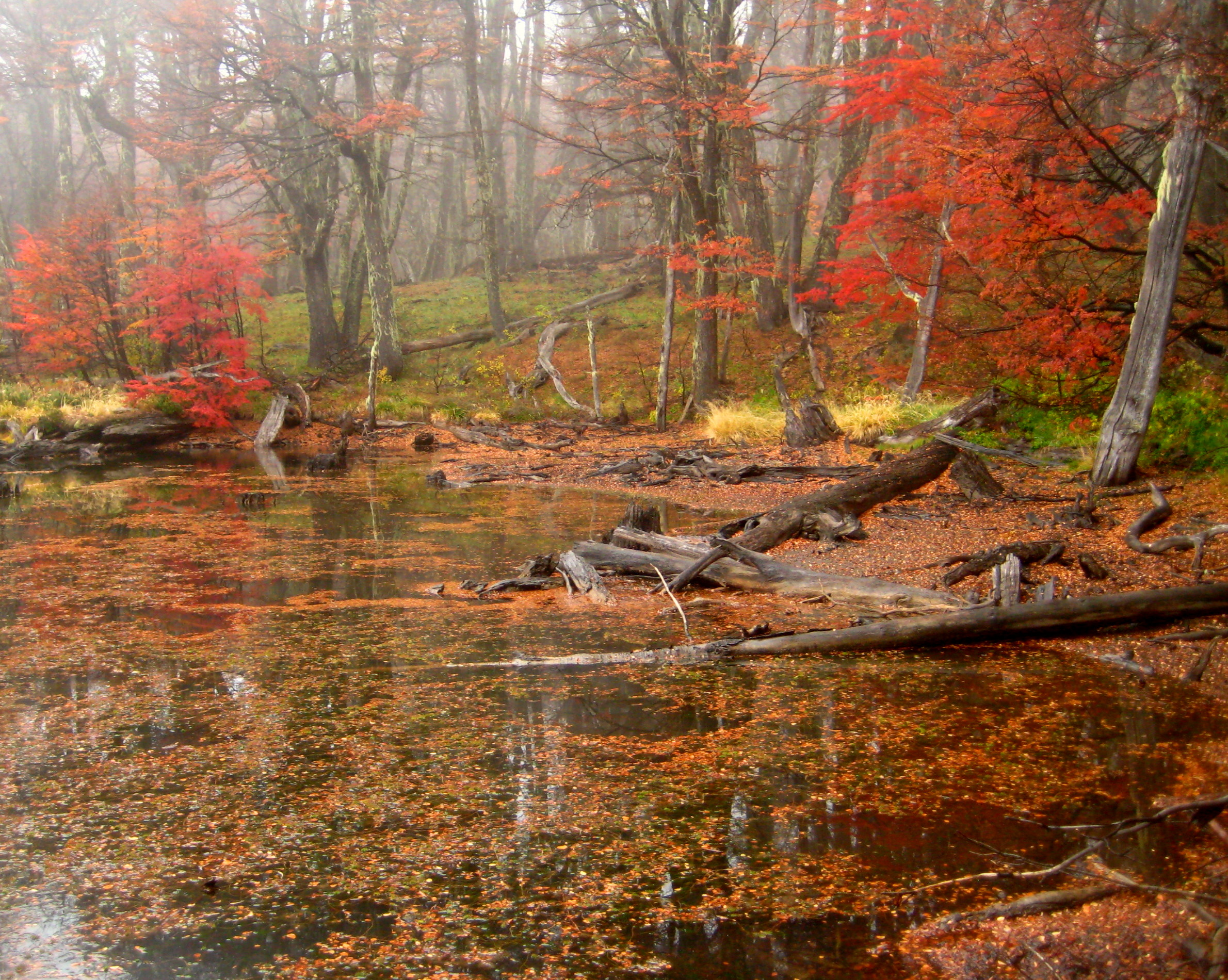
L'automne rouge dans la Terre de Feu. Le nom de l'île pourrait être dû à la couleur rouge qui prédomine dans ses bois durant ses automnes prolongés.

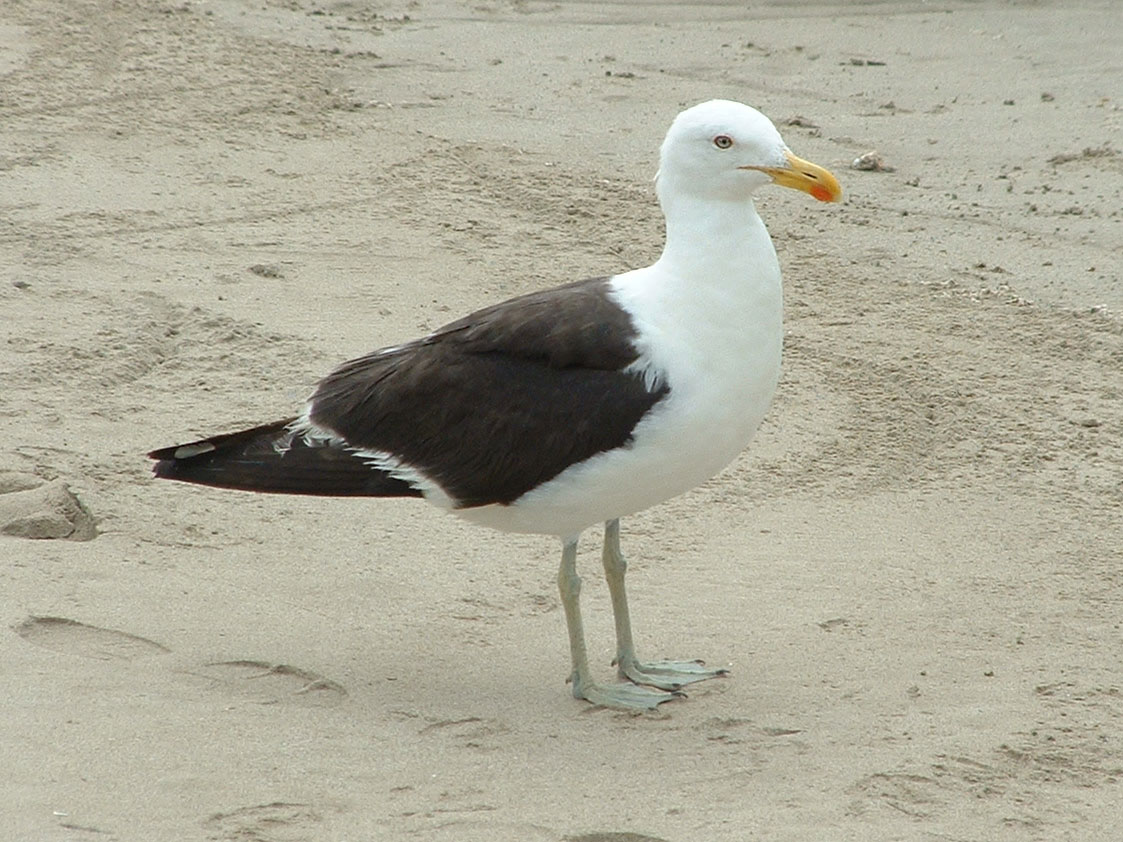
Goéland de Scoresby (Leucophaeus scoresbii) appelé localement Gaviote.

- Réserve provinciale Isla de los Estados - réserve créée par l'article 54 de la constitution provinciale. Loi provinciale no 469/91[23].
- Parc national Tierra del Fuego - parc créé par la loi nationale no 15564/60.
- Playa Larga (es) (Ushuaïa) - réserve naturelle-culturelle.
- Reserva Costa Atlántica de Tierra del Fuego, dans le département de Río Grande: Réserve côtière naturelle.
- Réserve provinciale Corazón de la Isla (Tolhuin) - réserve provinciale d'utilité multiple et Réserve récréative naturelle.
- Reserva Laguna Negra - Tolhuin - réserve provinciale d'utilité multiple.
- Reserva Río Valdez - réserve provinciale d'utilité multiple.
- Réserve naturelle Valle Tierra Mayor.
- Glacier Martial.
- Réserve Laguna del Diablo.

## Flore
Dans la grande île de la Terre de Feu on trouve deux types de biomes très imbriqués : les espaces planes du nord sont fort semblables aux régions de steppe de la Patagonie orientale extraandine et aux paysages des îles Malouines. Ce sont des steppes de graminées dures et des tussacs ou fachinals. Là, le climat froid et des vents importants ont entrainé l'absence d'arbres, le développement de petits arbustes et de larges étendues herbacées.
Par contre, la région de type andin et préandin de l'archipel fuégien (les îles du Nouvel-An incluses et parmi elles l'île des États) sont extrêmement humides et on y trouve le biome de forêts denses antiboréales dans lesquelles prédominent le lenga (Nothofagus pumilio), le ñire (Nothofagus antarctica), le coihue (Nothofagus dombeyi), le canelo (Drimys winteri), et le leña dura, ou des espèces allochtones comme les sapins  et les érables  (pendant l'automne et une bonne partie de l'été la zone boisée de la Terre de Feu se couvre d'un feuillage dans lequel prédominent les teintes rouges et orangées). Sous les arbres, un dense sous-bois prospère, fait de calafates (Berberis buxifolia), de michay (Berberis darwini), de notro (ou Embothrium coccineum), de chaura, de bruyère arborescente (Erica arborea ou localement « brezo »), de mousses, etc. Au sol il y a des setas ou des champignons comme le comestible appelé « pan de indio » (Cyttaria), des lichens comme la « barba de viejo ».
Dans la région andine de l'archipel fuégien (ou Austrandie), le climat froid favorise en outre le développement de toundras  et de glaciers qui descendent jusqu'à la côte du canal Beagle et de courtes rivières (Grande, Moneta, Ona, Lasifashaj, Pipo, etc.) mais aux débits élevés.

### Flore marine

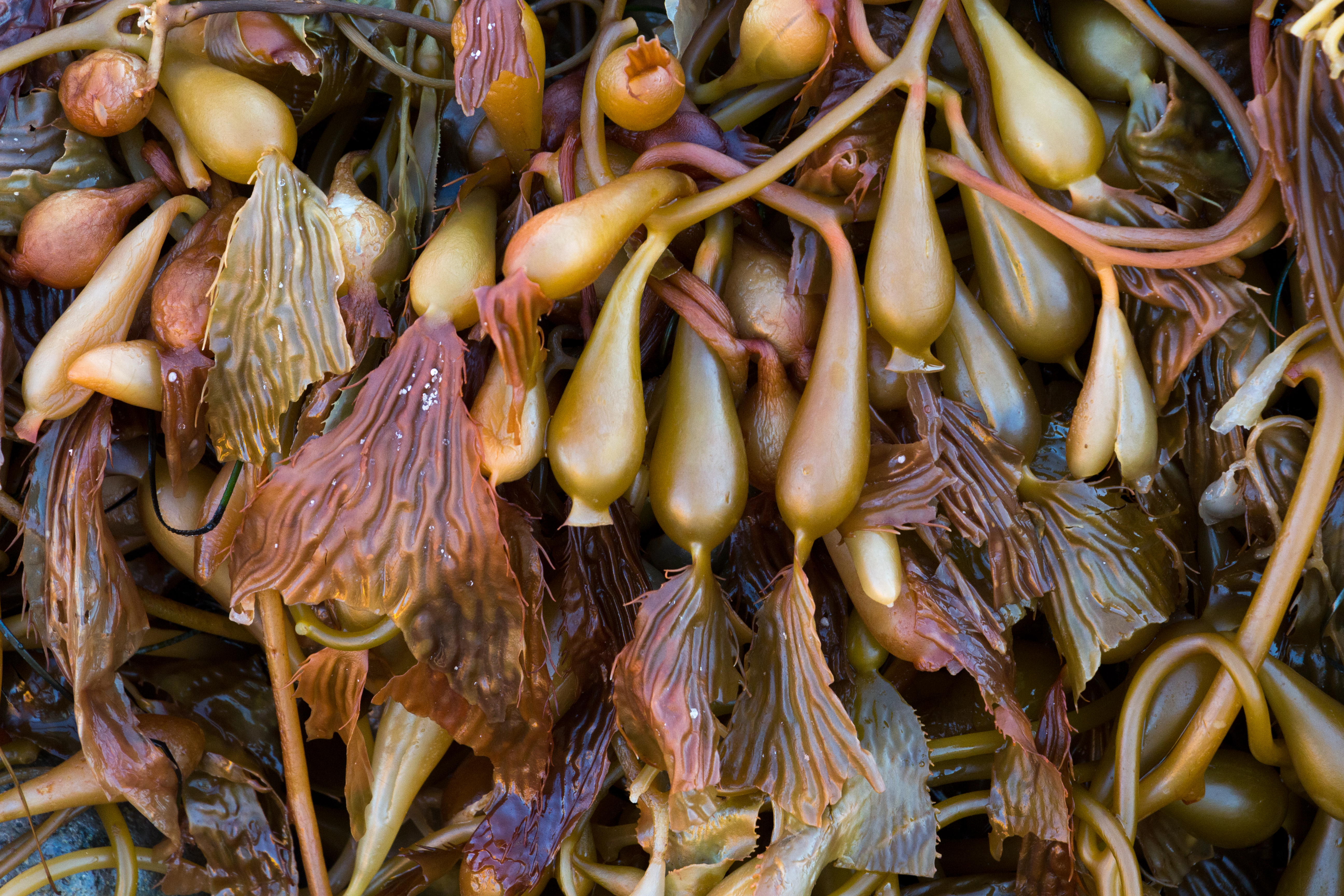
Macrocystis pyrifera et ses flotteurs caractéristiques en forme de poire.

Les eaux côtières de la Terre de Feu sont particulièrement riches en algues de l'ordre des Laminariales (connues sous le nom de kelp), spécialement le sargazo géant ou Macrocystis pyrifera, qui forme de véritables forêts sous-marines. Ces algues très nutritives s'utilisent dans l'alimentation humaine ou du bétail, ou nourrissent une série d'autres espèces marines, et s'utlisent aussi dans l'industrie (production d'agar-agar, etc).

## Faune
Il existe en Terre de Feu et sur ses côtes des habitats adaptés pour de multiples espèces variées d'animaux. Parmi ceux-ci : les guanacos (dans les steppes du nord de l'île), des renards  , des condors, et parfois des pumas, des huillíns ou loutre de mer, diverses espèces de manchots, albatros, cormorans, lions marins (appelés en Argentine lobo marino, littéralement « loup de mer »), cétacés, goélands (ou gaviotes en langage commun local), pétrels, colombes antarctiques. Il existe aussi des animaux allochtones très adaptés : castors, rennes en Géorgie du Sud et dans l'archipel fuégien.

### Oiseaux

#### Oiseaux de mer
Dans le réserve Reserva Costa Atlántica on peut voir de très nombreux oiseaux. Parmi les oiseaux limicoles, on estime que 43 % du total sud-américain de la barge hudsonienne (Limosa haemastica), 13 % de la population totale du continent de bécasseau maubèche (Calidris canutus) et 32 % de la population de la côte atlantique du bécasseau à croupion blanc (Calidris fuscicollis) utilise la zone, principalement pour s'alimenter durant la migration. Certains s'y reproduisent comme le pluvier de d'Urville (Charadrius modestus), le pluvier des Falkland (Charadrius falklandicus) et la pluvianelle magellanique (Pluvianellus socialis). On note aussi la présence de l'ouette à tête rousse (Chloephaga rubidiceps).
On observe aussi dans cette zone le busard bariolé (Circus cinereus), la buse aguia (Geranoaetus melanoleucus), l'attagis de Magellan (Attagis malouinus), le thinocore de Patagonie (Thinocorus rumicivorus), la géositte à bec court (Geositta antarctica), la géositte mineuse (Geositta cunicularia), l'upucerthie des buissons (Upucerthia dumetaria), la monjita chocolate (Neoxolmis rufiventris), le dormilon à ventre roux (Muscisaxicola capistratus), le dormilon bistré (Muscisaxicola maclovianus), le phrygile à tête grise (Phrygilus gayi), le sicale de Patagonie (Sicalis lebruni).
L'Île des États est l'aire principale pour le manchot Gorfou sauteur (Eudyptes chrysocome), avec rien moins que 26 % de la population mondiale de la sous-espèce australe. Il existe d'importantes colonies de Manchot de Magellan (Spheniscus magellanicus) dans l'île Observatorio et l'île Goffre. On trouve également dans la zone une des deux aires de reproduction du Pétrel géant (Macronectes giganteus) en Argentine. Y nidifient aussi le cormoran impérial (Phalacrocorax atriceps) et le Cormoran de Magellan (Phalacrocorax magellanicus). C'est probablement le lieu de reproduction du puffin fuligineux (Puffinus griseus) et du Manchot royal (Aptenodytes patagonicus).
Il y a un nombre important d'ouettes marines (Chloephaga hybrida) et de brassemers cendrés (Tachyeres pteneres). L'Île des États héberge entre 10 et 25 % de la population mondiale de Caracara austral (Phalcoboenus australis). En outre cette île présente une grande variété d'autres rapaces et charognards comme le caracara huppé ou carancho (Caracara plancus), la buse aguia (Geranoaetus melanoleucus), la buse tricolore (Buteo polyosoma), la crécerelle d'Amérique (Falco sparverius), le faucon pèlerin (Falco peregrinus), le condor des Andes (Vultur gryphus) et l'urubu à tête rouge (Cathartes aura).
Les eaux environnantes riches en biomasse sont aussi fort importantes pour l'alimentation des oiseaux qui ne nidifient pas dans l'île, mais qui sont protégés internationalement, comme l'albatros hurleur (Diomedea exulans), l'albatros royal (Diomedea epomophora), et l'albatros à sourcils noirs (Thalassarche melanophrys).

#### Avifaune de Géorgie du sud
Ces îles possèdent les plus importantes concentrations, dans les océans austraux, d'oiseaux de mer y nidifiant. On y recense 30 espèces. On observe avant tout l'albatros hurleur (Diomedea exulans), l'albatros à tête grise (Thalassarche chrysostoma), l'albatros à sourcils noirs (Thalassarche melanophris) et l'albatros fuligineux (Phoebetria palpebrata). On peut observer de plus le gorfou doré (Eudyptes chrysolophus), le pétrel géant (Macronectes giganteus), le puffin à menton blanc (Procellaria aequinoctialis), le manchot papou (Pygoscelis papua) et le pétrel de Hall (Macronectes halli), le pipit antarctique (Anthus antarcticus), une sous-espèce du canard à queue pointue (Anas georgica georgica), le manchot royal (Aptenodytes patagonicus), le manchot à jugulaire (Pygoscelis antarctica), le damier du Cap (Daption capense), le pétrel des neiges (Pagodroma nivea), le prion bleu (Halobaena caerulea), le prion de la Désolation (Pachyptila desolata), le prion colombe (Pachyptila turtur), l'océanite de Wilson (Oceanites oceanicus), l'océanite à ventre noir (Fregetta tropica), le puffinure de Géorgie du Sud (Pelecanoides georgicus), le puffinure plongeur (Pelecanoides urinatrix), le cormoran impérial (Phalacrocorax georgianus).
La population d'albatros diminue de façon alarmante, ceci principalement à cause des dégâts liés à certaine forme de pêche (palangre), ce qui est très inquiétant étant donné l'importance mondiale de ce site. La population de pipit antarctique (Anthus antarcticus) est menacée d'extinction, à la suite de la prédation de la part de rats importés, mais subsiste dans quelques îles périphériques non encore infestées.
Plus au sud sur les rives et au large du continent antarctique, on peut observer le superbe Manchot empereur (Aptenodytes forsteri).

#### Oiseaux terrestres
Dans les régions quelque peu éloignées des océans, que ce soit sur terre, sur les lacs ou près des cours d'eau, on observe l'ouette de Magellan (Chloephaga picta), l'ouette à tête grise (Chloephaga poliocephala), l'ouette à tête rousse (Chloephaga rubidiceps), le synallaxe austral (Asthenes anthoides), le busard bariolé (Circus cinereus), la buse aguia (Geranoaetus melanoleucus), le caracara à gorge blanche (Phalcoboenus albogularis), le pluvier de d'Urville (Charadrius modestus), l'attagis de Magellan  (Attagis malouinus), la dormilon à nuque jaune (Muscisaxicola flavinucha), le dormilon bistré (Muscisaxicola maclovianus), le phrygile à tête grise (Phrygilus gayi).
On trouve également sur la grande île de la Terre de Feu, la buse aguia ou Águila Mora (Geranoaetus Melanoleucus), la buse tricolore ou Aguilucho común (Buteo Polyosoma), le caracara huppé ou carancho (Polyborus plancus), le thinocore de Patagonie ou Agachona de corbata (Thinocorus rumicivorus), l'ibis mandore ou Bandurria Baya (Theristicus caudatus), la barge hudsonienne ou Becasa de mar (Limosa haemastica), le cygne à cou noir ou Cisne de cuello negro (Cygnus melancoryphus), le condor des Andes (Vultur gryphus), la mouette de Patagonie appelée localement Gaviota Capucho Café (Larus maculipennis), le faucon pèlerin ou  Halcón peregrino (Falco peregrinus), le caracara chimango (Milvago chimango), le goéland de Scoresby ou Gaviota austral (Leucophaeus scoresbii), l'urubu à tête rouge ou Jote cabeza colorada (Cathartes aura), la sarcelle tachetée ou Pato Barcino (Anas flavirostris), le brassemer de Patagonie ou Pato vapor volador ou encore appelé Quetro (Tachyeres patachonicus), le bécasseau à croupion blanc ou Playerito rabadilla blanca (Calidris fuscicollis), le grand grèbe ou Maca grande ou Huala (Podiceps major), le canard huppé ou Pato Crestón ou Juarjual (Lophonetta specularioides), le bécasseau sanderling ou Playero blanco (Calidris alba), le bécasseau maubèche ou Playero rojizo (Calidris canutus), l'huîtrier de Garnot ou Ostrero del sur (Haematopus leucopodus), le brassemer cendré ou localement Pato vapor común ou encore Quetro austral (Tachyeres pteneres) et le canard à queue pointue ou Pato Maicero (Anas georgica).

### Mammifères

#### Mammifères marins
Comme partout sur les côtes de Patagonie et notamment de la mer d'Argentine, la faune de mammifères est abondante et variée. On peut observer la loutre du Chili (Lontra provocax), la loutre marine (Lontra felina), l'otarie à crinière appelé localement lobo marino (Otaria flavescens) ainsi que l'otarie à fourrure australe (Arctocephalus australis), des (odontocètes) (y compris l'orque). On note aussi la présence du manchot royal (Aptenodytes patagonicus), et sur les côtes de l'antarctique, celle du superbe manchot empereur (Aptenodytes forsteri).
On peut observer divers delphinidés, et parmi eux le dauphin de Commerson (Cephalorhynchus commersonii), le dauphin aptère austral (Lissodelphis peronii), le (dauphin sablier, le dauphin de Peale, le lagénorhynque obscur appelé aussi dauphin obscur, le globicéphale noir (globicephala melas edwardi).
Les cétacés sont particulièrement abondants, comme la baleine franche australe (Eubalaena australis), la baleine bleue (Balaenoptera musculus) (le plus grand des animaux vivant sur Terre), la baleine à bosse (Megaptera novaeangliae), l'orque (Orcinus orca), la fausse orque (Pseudorca crassidens). On observe aussi divers (phoques) dont le très massif éléphant de mer austral (Mirounga leonina).

#### Mammifères terrestres
Parmi les mammifères terrestres autochtones, on citera le renard de Magellan (Lycalopex culpaeus), le guanaco (Lama guanicoe) ainsi que différentes espèces de rongeurs, tels le tuco-tuco (Ctenomys magellanicus), l'Abrothrix lanosus, l'Abrothrix longipilis ainsi que l' Abrothrix olivaceus.

### Poissons de mer
Extrêmement riches en plancton et en krill, les eaux océaniques qui baignent la Terre de Feu et les îles avoisinantes hébergent quantité d'espèces de poissons. Parmi ces espèces il faut citer le faux saumon (Pseudopercis semifasciata (es)), la corvina negra (Pogonias cromis), le mérou (Acanthístius brasilíamis), la palometa de mar (Parona signata), le pejerrey baboso (Odontesthes argentinensis), le pejerrey de Patagonie (Odontesthes hatcheri), la grande sériole (Seriola lalandei), le róbalo (Eleginops maclovinus (es)) que l'on rencontre aussi dans les rivières. On trouve aussi le tassergal (Pomatomus saltarix), la bonite à dos rayé (Sarda sarda), le maquereau espagnol (caballa) (Scomber japonicus). On rencontre également dans ces eaux la légine australe (Dissostichus mawsoni) et un autre poisson géant, l'abadèche rose (Genypterus blacodes).
On trouve aussi plusieurs espèces de requins : le requin nez noir (Carcharhinus acronotus), le requin cazón (Galeorhinus galeus), le requin-taureau (Carcharias taurus), et le requin plat-nez (Notorynchus cepedianus).

## Économie

### Élevage
L'élevage est à la base de l'économie de la province. Le bétail constitue la principale richesse de la Terre de Feu, ce qui est notamment vrai pour les ovins. La population y élève des races productrices de laine, comme le Mérinos, et à double vocation (viande et laine) comme la Corriedale et le Romney Marsh. Les têtes de bétail existantes peuvent-être estimées à environ 800 000, avec une nette prédominance de la Corriedale. Les animaux bénéficient d'une liberté sans limite au cœur des plaines du Nord-Est de la province, ce qui explique sans doute l'excellente qualité de leur viande. Hormis l'agneau, la viande n'est cependant pas la spécialité de la province, comme elle peut l'être dans d'autres régions de l'Argentine.

### Pêche
Les espèces de fruits de mer et de poissons particulièrement pêchées en Terre de Feu sont respectivement la centolla ou Crabe royal de Patagonie (une variété endémique de crabe), et la sardine fuégienne. À la suite de la surpêche du très apprécié crabe royal, on lui a trouvé un remplaçant de fort bon goût lui aussi et abondant de surcroît, le Paralomis granulosa.

### Exploitation forestière
L'activité n'est significative que dans le secteur Sud et centre-sud de la province fuégienne, particulièrement boisé, notamment autour de Tolhuin.

### Industrie
Une loi de promotion industrielle votée en 1972 a accordé des bénéfices spéciaux aux résidents et à tous les industriels qui désirent s'établir dans la province : réduction d'impôts douaniers, exonération d'impôts nationaux et réduction sur les vols aériens. Avec ces bénéfices, près de 110 industries se sont installées et ont généré une grande quantité d'emplois ainsi qu'une augmentation remarquable de la population.
L'industrie de la province s'oriente nettement vers les produits électrodomestiques, dont la production est destinée au marché intérieur. Ainsi, ces dernières années (décennie 2010-2020), la producción d'ultraportables (notebooks) et de netbooks (ultraportables dont la configuration matérielle est juste suffisante pour consulter le web, lire son courrier, ou utiliser une suite bureautique) a augmenté de 200 %, passant de 208.394 au premier semestre 2012 à 624 512 unités quatre ans plus tard. Parmi les principaux articles de cette industrie de pointe, on a observé une importante croissance de la production de décodeurs (120 %), d'appareils photographiques (50 %) et d'équipement d'air conditionné (63 %). En outre, début des années 2010, on a commencé à produire du matériel électronique qui précédemment était importé, comme les tablettes.

### Ressources minières
Le pétrole et le gaz constituent une partie non négligeable des revenus financiers de la Terre de Feu. Les travaux d'exploration effectués par les grandes compagnies pétrolières présentes telles que Repsol-YPF et Total assurent l'existence de 12,4 millions de m3 de réserves prouvées de pétrole, à la fois onshore et offshore. À travers le gazoduc General San Martin (GGSM), qui traverse le détroit de Magellan, plusieurs millions de m3 de gaz naturel sont transportés par jour vers les centres de consommation argentins. En 2000, dans le Nord de la Terre du Feu, le Consortium Cuenca Marina Austral I a officiellement inauguré une usine d'extraction de gaz de pétrole liquéfié (GPL) à Cañadón Alfa.

## Tourisme
La présence d'agences de tourisme est importante tant à Río Grande qu'à Ushuaïa, gérant l'accueil de visiteurs venus du monde entier.
Les principaux sites à visiter ou buts d'excursions à effectuer incluent :
- Ushuaïa, capitale de la province est devenue un grand centre touristique mondialement connu. La ville dispose d'une grande variété d'infrastructures hôtelières, allant de l'auberge de jeunesse au palace cinq étoiles, sans oublier le camping. À partir d'Ushuaïa, il est possible d'aller au parc national Tierra del Fuego. Des voiliers et des navires permettent de se promener dans le canal Beagle. La ville possède en outre plusieurs musées intéressants : le Musée Acatushun des oiseaux et mammifères austraux, le Museo del Fin del Mundo (Musée de la Fin du Monde), le musée Yámana consacré à la culture de ce peuple amérindien, ainsi que le musée maritime et ancienne prison d'Ushuaïa.
- prison d'Ushuaïa, aujourd'hui musée. Elle hébergea quelques personnages célèbres, y compris politiques.
- Cerro Castor, station de sports d’hiver située à 26 km au nord d'Ushuaïa. Située au-delà du 54° sud, c'est la station de ski la plus australe du monde (coordonnées: 54°43'26.04"S 68°1'1.35"O), construite sur les pentes du Cerro Krund[25]. Ses pistes peuvent être utilisées pendant une longue période de l'année, étant donné le climat froid de la région[26]. La saison habituelle se déroule de juin à octobre et est, du fait de sa situation géographique, la plus longue parmi les principaux centres de ski d'Argentine.
- Baie Lapataia, point terminal de la route nationale 3.
- Parc national Tierra del Fuego. Ce parc d’une superficie de 63 000 hectares, est situé au sud-ouest de la province, à 10 kilomètres environ à l'ouest du centre-ville d'Ushuaïa. Le parc possède une partie côtière donnant sur le canal Beagle. Son point le plus haut culmine à 1 470 mètres.
- Île des États totalement protégée au sein de la Réserve provinciale Isla de los Estados.
- Reserva Costa Atlántica de Tierra del Fuego, réserve côtière.
- Phare Año Nuevo, construit au sud-est de l'île Observatorio, l'une des îles Año Nuevo, à 6,5 km environ au nord de l'Île des États.

Le reste des sites à visiter inclut : réserve naturelle Valle Tierra Mayor, réserve provinciale Corazón de la Isla, Cerro Cinco Hermanos, Cerro Martial, Baie Ensenada Zaratiegui, Train du bout du monde, Playa Larga, Péninsule El Páramo, Cap San Pablo, Estancia María Behety, le lac Fagnano, le lac Yehuin, la baie Almirante Brown, le Cerro Alvear, le Glacier Vinciguerra, la Péninsule Mitre avec la Baie Buen Suceso au niveau du détroit de Le Maire, la crique Caleta Falsa et la Vallée Carbajal.